# Yngve Ekstrand

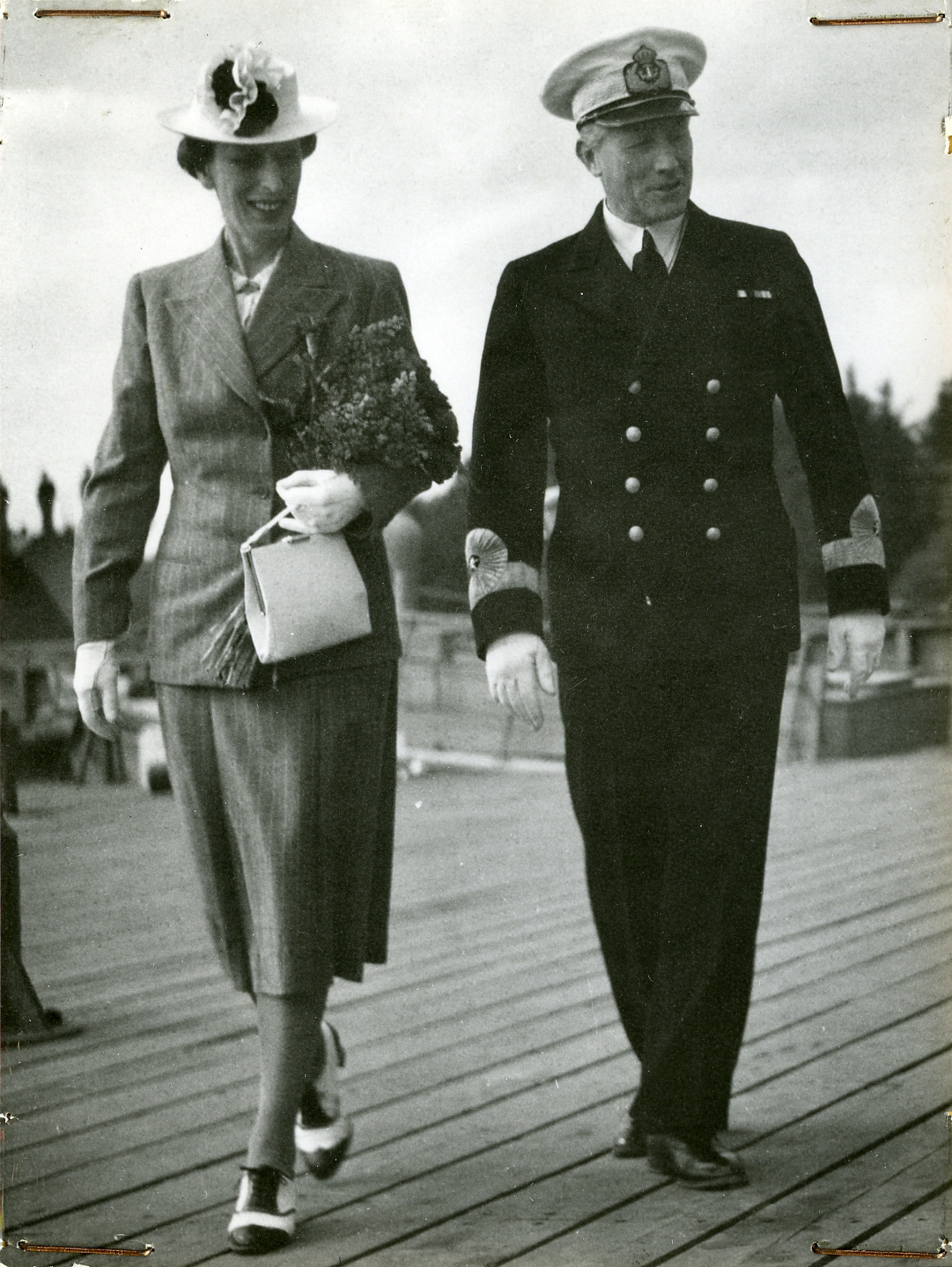
Yngve Ekstrand tillsammans med H.K.H. Kronprinsessan Louise i samband med den senares besök vid Kustflottan 1943. Fotograferade av Ernfrid Bogstedt.

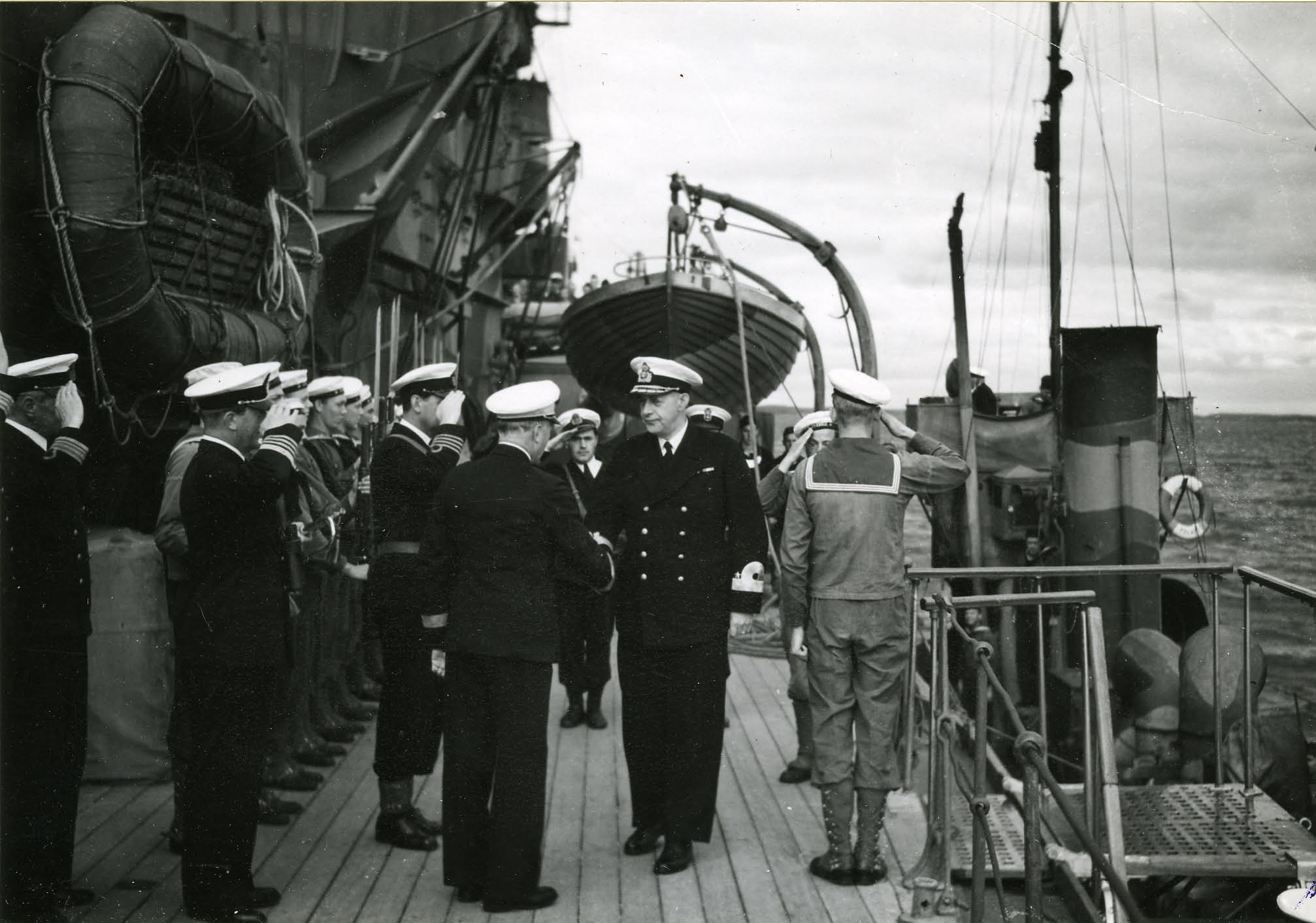
Chefen för marinen, viceamiral Fabian Tamm, inspekterar pansarskeppet och hälsar på chefen för kustflottan, konteramiral Yngve Ekstrand, som har ryggen mot kameran.

Sven Yngve Ekstrand, född 22 februari 1888 i Uppsala, död 30 mars 1951, var en svensk sjöofficer (konteramiral). Han var chef för Marinstaben 1939–1942, för Kustflottan 1942–1945 och för Ostkustens marindistrikt 1945–1951.

## Biografi
Ekstrand blev sjökadett 1902 och avlade sjöofficersexamen samt blev underlöjtnant vid flottan 1908. Ekstrand befordrades till löjtnant 1910, kapten 1917, kommendörkapten av andra graden 1930, av första graden 1936, kommendör 1937 och konteramiral 1942.
Ekstrand var kadettofficer vid Kungliga Sjökrigsskolan 1915–1918, lärare vid Kungliga Sjökrigsskolan 1918–1920, vid Kungliga Sjökrigshögskolan 1929–1935, vid finska krigshögskolan 1929, vid Krigshögskolan i Stockholm 1930–1934, vid kurser för äldre sjöofficerare 1926 och 1932. Han var kårchefsadjutant i Karlskrona 1923, förste flaggadjutant i chefen för kustflottans stab 1926–1930, adjutant hos konungen 1929, sekreterare i 1930 års försvarskommitté, avdelningschef i marinstaben, kommunikationsavdelningen 1931 och för operationsavdelningen 1932–1936. Ekstrand var därefter överadjutant hos konungen 1937, flaggkapten 1937, chef för marinstaben 1939 och för kustflottan 1942. Åren 1945–1951 var han chef för Ostkustens marindistrikt. Ekstrand var även ordförande för Sjöofficerssällskapet i Stockholm 1945–1951.
Han hade flera sjökommenderingar bland annat såsom flottiljadjutant och eskaderadjutant, fartygschef samt divisionschef för torpedfartygsförband och chef för pansarskeppet HMS Drottning Victoria 1936–1937. Som chef för Drottning Victoria representerade han svenska flottan vid flottrevyn på Spithead i samband med kung Georg VI:s kröning i maj 1937. Ekstrand var ledamot av Kungliga Krigsvetenskapsakademien och hedersledamot av Kungliga Örlogsmannasällskapet. Han gifte sig 1915 med Lisa Burman (född 1892), dotter till bankdirektör Bernhard Burman och Tora Tjäder.
Ekstrand var son till överingenjör, filosofie jubeldoktor Åke Gerhard Ekstrand och Hulda Mellgren. Han gravsattes den 11 april 1951 på Galärvarvskyrkogården i Stockholm.

## Utmärkelser
Ekstrand utmärkelser:
- Kommendör av 1. klass av Svärdsorden (KSO1kl)
- Riddare av Nordstjärneorden (RNO)
- Riddare av Vasaorden (RVO)
- Sjövärnskårens guldmedalj (Sjöv:kårensGM)
- Kommendör av 2. graden av Danska Dannebrogorden (KDDO2gr)
- Kommendör av Finlands Vita Ros’ orden (KFinlVRO)
- 2. klass av Finska Frihetskorsets orden med svärd (FFrK2klmsv)
- Kommendör av Tyska örnens orden (KTysköO)
- Officer av Lettiska Tre stjärnors orden (OffLettSO)
- Riddare av Franska Hederslegionen (RFrHL)
- Riddare av 3. klass av Ryska Sankt Stanislaus-orden (RRS:tStO3kl)
- Riddare av Spanska orden El mérito naval (RSpMerNavO)
- Skytteguldmedalj (SkytteGM)
- Storbritanniska King's Medal for Service in the Cause of Freedom (StbKM)